# 圖多夫卡河
56°24′56″N 33°49′28″E / 56.41556°N 33.82444°E

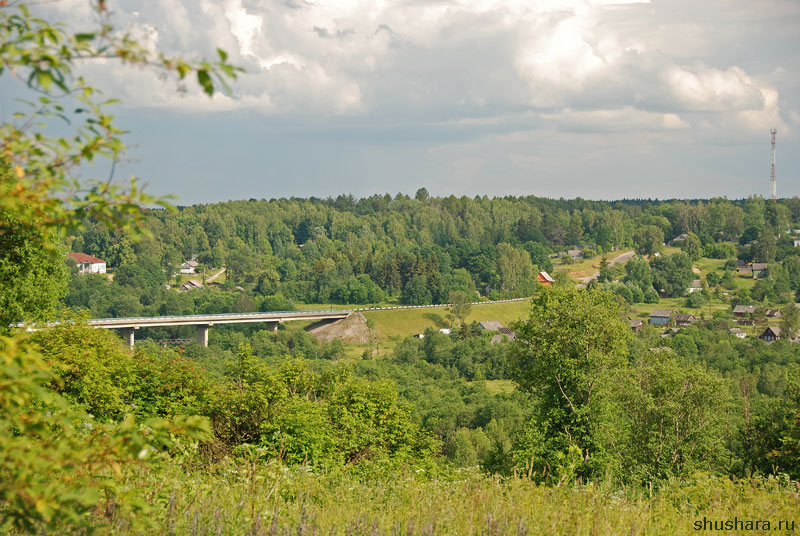

圖多夫卡河（俄语：Тудовка），是俄羅斯的河流，位於該國西部特維爾州，屬於伏爾加河的右支流，河道全長103公里，流域面積1,140平方公里，河道上游有多處沼地。